# Sidemia abrupta
Sidemia abrupta är en fjärilsart som beskrevs av Eduard Friedrich Eversmann 1854. Sidemia abrupta ingår i släktet Sidemia och familjen nattflyn. Inga underarter finns listade i Catalogue of Life.